# Maître de la Mazarine
Le Maître de la Mazarine ou Maître des Heures Mazarine est un maître anonyme enlumineur actif à Paris dans le premier quart du XVe siècle. Il doit son nom au livre d'heures conservé à la bibliothèque Mazarine : les Heures Mazarine datées de 1415. C'est un artiste proche du style du Maître de Boucicaut avec lequel il a pendant longtemps été confondu.

## Éléments biographiques et stylistiques
En 1996, François Avril propose de séparer de l'œuvre du Maître de Boucicaut un certain nombre d'enluminures dans lesquelles il décèle un style différent. À la différence de l'autre Maître anonyme, les miniatures du Maître de la Mazarine révèlent des personnages au corps plus gracile, des drapés moelleux, des visages porcelainés et une prédisposition pour des fonds d'or poinçonnés. Ce style est sans doute le fruit de l'influence d'un enlumineur italien, le Maître des Initiales de Bruxelles, style auquel le Maître de Boucicaut semble, lui, insensible. Il lui emprunte aussi l'habitude de cadres architecturés entourant la miniature centrale, ainsi que la création de petits médaillons autour de la grande miniature développant la scène principale. Ce dernier motif se retrouve aussi, d'ailleurs, chez le Maître de Bedford.
Son style se retrouve par ailleurs dans le dessin de vitraux conservés dans l'église Saint-Didier de Bruyères-le-Châtel, commandés vers 1420-1423 par la famille du chambellan du roi Jean des Bordes.

## Manuscrits attribués

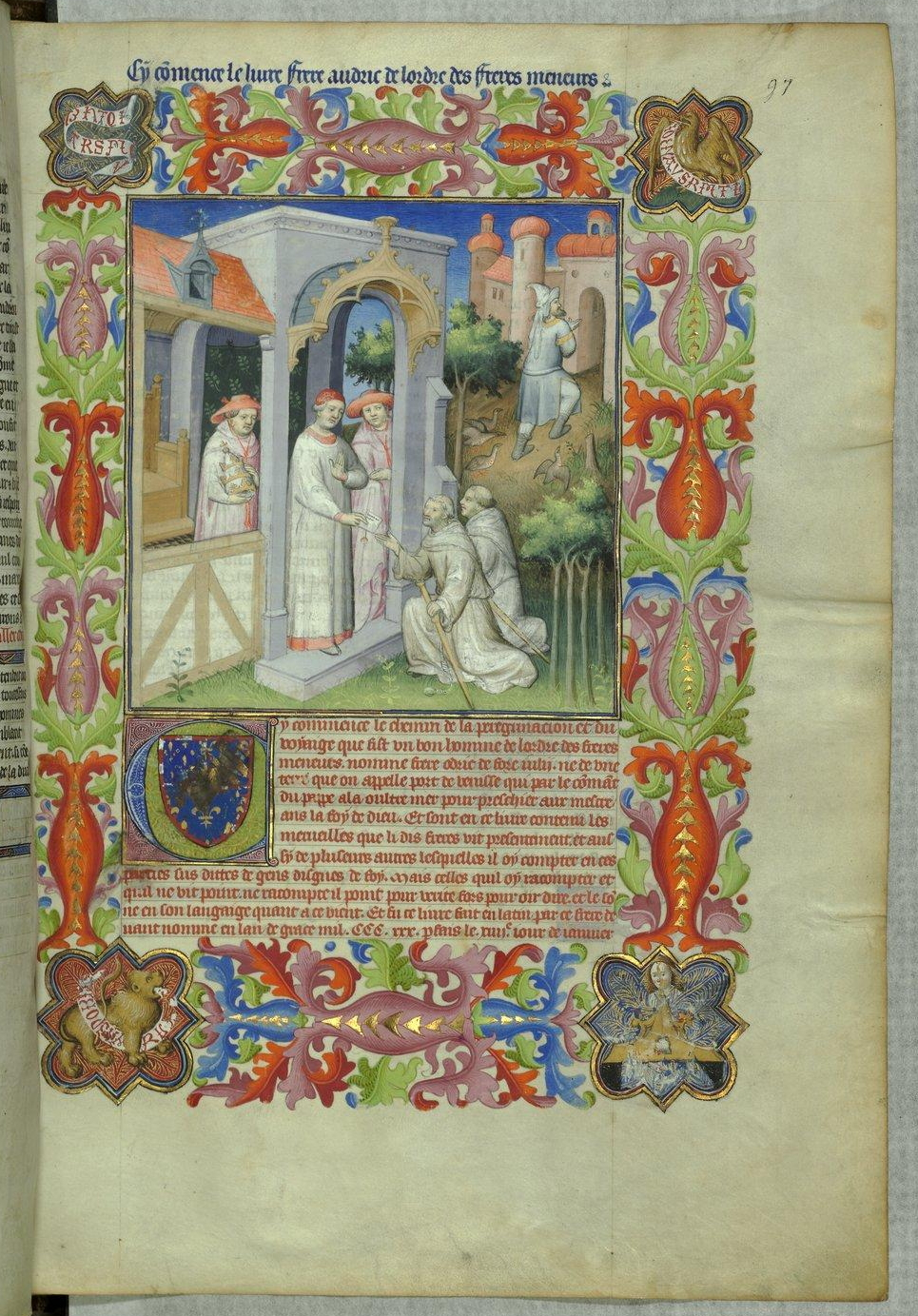
Odoric de Pordenone et le pape Jean XXII, Livre des merveilles, BNF Fr2810, f.97

- Heures à l'usage de Rome pour une dame inconnue, en collaboration avec le Pseudo-Jacquemart et le Maître d'Étienne Loypeau, vers 1400, bibliothèque municipale de Quimper, Ms.42
- Heures à l'usage de Paris, en collaboration avec le Maître de Bedford, vers 1408, Bibliothèque Bodléienne, Oxford, Ms.Douce 144
- Livre d'heures à l'usage de Paris, en collaboration avec le Maître d'Egerton, Free Library of Philadelphia, Widener 6
- Heures Egerton, vers 1407-1410, en collaboration avec le Maître d'Egerton, British Library, Egerton 1070
- Les Grandes Heures du duc de Berry, une miniature (La Descente aux Limbes, f.84) vers 1409, Bibliothèque nationale de France, Lat.919
- Dialogues de Pierre Salmon, en collaboration avec le Maître de la Cité des dames (3 miniatures : 1v, 53 et 60v.) vers 1409, BNF Fr.23279
- Dialogues de Pierre Salmon, vers 1411-1413, Bibliothèque de Genève, Fr.165
- Recueil de récits de voyages et de textes sur l’Orient dont le Livre des merveilles, en collaboration avec le Maître d'Egerton et le Maître de la Cité des dames, vers 1410-1412, BNF Fr.2810[3]
- Heures de Saint-Maur, en collaboration avec le Maître de Guise, vers 1410-1412, BNF, NAL3107
- Heures Mazarine, peut-être commandées par Louis de Guyenne pour son père Charles VI, vers 1415, Bibliothèque Mazarine, Paris, Ms.469
- Heures dites de Joseph Bonaparte, vers 1415, BNF, Lat.10538
- Livre des propriétés des choses, traduit par Jean Corbechon, vers 1415, 18 miniatures du maître et de son atelier, Fitzwilliam Museum, Cambridge, Ms.251[4]